# وليام أنوين
وليام كوثورن أنوين (بالإنجليزية: William Unwin)‏ ‏ (12 ديسمبر 1838 - 17 مارس 1933) هو مهندس مدني وميكانيكي بريطاني اشتهر بجهوده المميزة في الهندسة الهيدروليكية والمحركات وكذلك قربه من وليام فيربيرن.

## الجوائز
حاز وليام أنوين على وسام كلفن الذهبي سنة 1920.